# Kochánov (powiat Havlíčkův Brod)
Kochánov – miejscowość i gmina (obec) w Czechach, w kraju Wysoczyna, w powiecie Havlíčkův Brod. W 2022 roku liczyła 181 mieszkańców.